# Countdown to Extinction
A Countdown to Extinction a Megadeth nevű amerikai thrash metal együttes ötödik nagylemeze, amely 1992 júliusában jelent meg a Capitol Records kiadásában. Ez volt az első Megadeth-lemez, amit Max Norman producerrel készítettek, és a korábbiaknál letisztultabb hangzásnak köszönhetően egy szélesebb közönséghez jutottak el vele. Az album a 2. helyet érte el a Billboard 200-as lemezeladási listán az Egyesült Államokban. Már a megjelenése évében platinalemez lett Amerikában, és azóta több mint kétmillió példányban kelt el, ezzel a Megadeth kereskedelmileg legsikeresebb albuma. A lemezt 1993-ban Grammy-díjra jelölték a Best Metal Performance kategóriában.
Az albumról négy kislemezt adtak ki. A Foreclosure of a Dream, a Sweating Bullets és a Symphony of Destruction kislemez is szerepelt a Billboard Hot Mainstream Rock Tracks slágerlistáján, utóbbi kislemez pedig a Megadeth történetében először a Billboard Hot 100 slágerlistára is felkerült a 71. helyen. A Skin O' My Teeth kislemezt csak Európában adták ki. Mindegyik kislemezhez, illetve a High Speed Dirt dalhoz készítettek videóklipet. A lemez címadó száma megkapta a Humane Society nevű amerikai állatvédő szervezet Genesis-díját, a szervezet történetében az egyetlen heavy metal zenekarként.
2004-ben remixelve és remaszterelve, bónuszdalokkal adták ki újra a lemezt. 2008-ban a Mobile Fidelity Sound Lab által remaszterelt változat jelent meg 180 grammos dupla bakeliten.
A lemezt 2017-ben a Rolling Stone magazin a Minden idők 100 legjobb metal albuma listáján a 33. helyre rangsorolta.

## Történet
Az ötödik Megadeth-album felvételei 1992 januárjában kezdődtek a Capitol Records burbanki stúdiójában, Kaliforniában. Az addigi szokásoktól eltérően a dalszerzésben nem csak a két alapító tag, Dave Mustaine gitáros/énekes és Dave Ellefson basszusgitáros, vett részt, hanem bevonták az előző lemezen bemutatkozott Marty Friedman gitárost és Nick Menza dobost is. Ez a lépés egy kellően változatos dallistát eredményezett. Az album felvételeinek irányításával a Rust in Peace album keverését végző Max Normant bízták meg, aki az 1980-as években Ozzy Osbourne lemezeinek producereként szerzett hírnevet magának. Normannak köszönhetően a határozott és karakteres riffek mellett a dallamok is komoly szerepet kaptak a Megadeth új hangzásának kialakításánál. Nemcsak a gitárharmóniáknál és a gitárszólóknál, de Mustaine énektémáiban is, ami a legnagyobb fejlődést mutatta az előző lemezekhez képest.
A dalszövegek egy része a Megadethtől megszokott módon politikai és háborús témákkal foglalkozik. A Symphony of Destruction például Dave Mustaine elmondása szerint „alapvetően arról szól, hogy fogsz egy embert, egy tipikus tökfejet, és eljátszod vele a régi trükköt: megfürdeted, megborotválod, ráhúzol egy öltönyt és ő máris képes elvezetni az országot... Arról szól, hogy a tömegeket egy olyan vezető viszi a pusztulásba, aki leginkább valamiféle árnyékkormány bábja.” Az Architecture of Aggression a modern katonai hadműveletek precizitásáról szól, melyet az Irak elleni Sivatagi Vihar hadművelet nyitányaként szolgáló 1991. január 16-i, bagdadi bombázások ihlettek. A dal végén a CNN helyszíni riportereinek tudósításából származó részletek hallhatóak. A Foreclosure of a Dream a gazdasági és politikai változásoknak való kiszolgáltatottságot tárgyalja. A dal témáját Dave Ellefson szüleinek esete inspirálta, akik a Reagan-kormányzat idején veszítették el munkahelyüket. A dalban szerepel George H. W. Bush akkori alelnök és elnökjelölt híres 1988-as kampánybeszédének részlete („Read my lips”), ami a politikusi hazugság szinonímája lett az Egyesült Államokban. Az Ashes in Your Mouth a háború negatív utóhatásaival foglalkozik, míg a Captive Honour a börtönélet keménységével és embertelenségével.
A címadó Countdown to Extinction, amely az állatvédelem fontosságáról szól, megkapta a Humane Society nevű amerikai állatvédő szervezet Genesis-díját. „Az alapötlet Nicktől jött, aki látott egy cikket a Time magazinban a seggfej orvvadászokról. Ezek a fickók tíz- és húszezer dollár közötti összeget kapnak egy-egy állatért attól függően, hogy mennyire számít ritka fajnak. És az egész a karámvadászatokról szól, ami Amerika déli részén zajlik, például Texasban, ahol egzotikus állatokat zárnak ketrecbe és benyugtatózzák őket, aztán mikor az állat kitántorog a ketrecből, a vadászok fejbe lövik, lefotóztatják magukat a tetemmel, aztán mindenkinek bemesélik, hogy valami egzotikus helyen vadásztak.” (Mustaine, 1992)
A társadalmi kérdések mellett személyes jellegű témák is terítékre kerülnek az albumon. A lemeznyitó Skin O' My Teeth az öngyilkossági kísérletekről szól, amiről Mustaine többször is nyilatkozta, hogy megfordult a fejében. A Sweatin Bullets a skizofrénia témáját, míg a This Was My Life Mustaine egy korábbi viharos kapcsolatát boncolgatja. A High Speed Dirt az ejtőernyőzés okozta adrenalinlöketről szól, ami legalább olyan addiktív tud lenni, mint a drogok. A Psychotron szövegét Mustaine elmondása szerint „egy Marvel képregény, a Deathlok inspirálta, ami egy srácról szól, aki egy kiborg testében él. Gyilkológépnek szánták, de valami visszafelé sült el. De nem csak ez ihlette a szöveget, hanem valami más is, amit a tévében láttam, egy Lida nevű gépezet, amit az oroszok agymosásra használtak. Egy mikrochipet ültettek az agytörzsbe, és ezzel irányították az ember döntéseit.”
A lemez borítóját Hugh Syme készítette, aki a Rush albumainak grafikai munkáival szerzett magának elismerést korábban.

## Fogadtatása
A Countdown to Extinction 1992. július 14-én jelent meg és a Megadeth történetének legnagyobb sikerét érte el. Az Egyesült Államokban a Billboard 200 lemezeladási listán a 2. helyet szerezte meg, éppen csak lemaradva a No.1 pozícióról Billy Ray Cyrus country-énekes mögött. Megjelenésekor Angliában az 5., Japánban a 9., Ausztráliában pedig a 14. helyen nyitott az album. A lemez szeptemberre elérte az 1 millió eladott példányt az USA-ban, és platina minősítést kapott, két évre rá pedig dupla platina lett.
Az albumról négy kislemezt adtak ki. A Foreclosure of a Dream, a Sweating Bullets és a Symphony of Destruction kislemez is szerepelt a Billboard Hot Mainstream Rock Tracks slágerlistáján, utóbbi kislemez pedig a Megadeth történetében először a Billboard Hot 100 slágerlistára is felkerült a 71. helyen. A Skin O' My Teeth kislemezt csak Európában adták ki. Mindegyik kislemezhez, illetve a High Speed Dirt dalhoz készítettek videóklipet. A Symphony of Destruction és a Sweating Bullets klipjeit az MTV állandó rendszerességgel játszotta, ami tovább növelte az album népszerűségét. A politikus témájú Foreclosure of a Dream videóklipjének amerikai premierjét szándékosan az 1992 novemberi elnökválasztásra időzítették. Az albumot 1993-ban Grammy-díjra jelölték a Best Metal Performance kategóriában, ám a díjat a Nine Inch Nails kapta meg.
Habár néhány régi Megadeth rajongó fanyalogva fogadta a zenekar letisztultabb hangzását, a többség a kritikusokkal együtt pozitívan értékelte az albumot. Az AllMusic lemezismertetőjében Steve Huey így írt: „A Metallica 1991-es albuma nyomán a hosszú, progresszív kompozícióit a Megadeth is áramvonalasabb és feszesre megírt, feszesen eljátszott dalokra cserélte le, ami hozzájárult ahhoz, hogy a rádió és az MTV játssza őket. Azok a sirámok, hogy a zenekar "eladta" magát értelmetlennek tűnnek, amikor a végeredmény művészileg is siker.” Greg Sanfow az Entertainment Weekly szakírója is azon a véleményen volt, hogy „a zene elveszítette korábbi szélvész jellegét, de a harapóssága megmaradt, és sokkal mélyebb, dallamosabb lett”.
A 2000-es évekből visszatekintve a Metal Crypt kritikusa úgy látja, hogy a „Countdown a Megadeth népszerűségének és sikereinek csúcspontját testesíti meg, de az album a mai napig egy hiteles, odavágós, thrash anyag.” Mike Stagno a Sputnikmusictól az album hosszútávú hatásaira is rámutat: „A Countdown to Extinction a 2. helyet érte el az amerikai listán. Hosszú távon ez a legrosszabb, ami az együttessel történhetett... A zenekar annyira meg akarta szerezni az 1. helyet, hogy fokozatosan egyre poposabb lemezeket készítettek, egészen az 1999-es Risk albumig”.

## Újrakiadások
2004 augusztusában a Capitol Records által kiadott többi Megadeth-albummal együtt a Countdown to Extinction remaszterelt és remixelt változata is megjelent. A lemezt Ralph Patlan hangmérnök és Dave Mustaine keverték és Tom Baker maszterelte újra. A többi felújított albumhoz képest a Countdown to Extinctionön csak minimális változásokat eszközöltek, mivel az eredeti produkció is csúcsminőségű volt. A 2004-es kiadáson négy bónusz dal szerepel. A nagylemezen korábban meg nem jelent Crown of Worms dalszövege Mustaine és Sean Harris (Diamond Head énekes) közös munkája. A másik három bónusz dal egy-egy lemezes szám demo felvétele, és hangszerelésükben némileg különböznek az albumon hallható változatoktól. A Symphony of Destruction például ebben a formában egyedül a Rude Awakening című koncertalbumra került fel még.
2006-ban aranyozott CD-n, majd 2008-ban 180 grammos dupla bakeliten jelent meg az album Mobile Fidelity Sound Lab által remaszterelt változata.

## Utóélete
Az albumról a Symphony of Destruction, a Sweating Bullets és a Skin O' My Teeth dalok a Megadeth koncertprogramjának állandó szereplői, és ennek megfelelően a hivatalos koncertlemezeken, -videókon is rendre feltűnnek. A Symphony of Destruction-t az Arch Enemy a Dead Eyes See No Future EP-n, a Nightwish pedig a The Siren kislemezen dolgozta fel. Az 1999-ben megjelent Megaded – A Tribute To Megadeth című Megadeth tribute albumon a Fury játssza a dalt. A finn Kalmah a Skin O' My Teeth dalt vette fel 2002-es albumára (They Will Return), a Sweating Bullets-et az amerikai Eyes of the Dead együttes játszotta újra a Lets Play Drink the Beer!! EP-jén.
A Symphony of Destruction több videójátékban is szerepel. A Guitar Hero játékban egy átdolgozott változat játszható le, míg a master verzió a Sweating Bullets-vel együtt letölthető tartalomként volt elérhető a Guitar Hero 5-höz. A Symphony of Destruction remix-változata szerepelt a WWE SmackDown! vs. Raw 2006 és a Full Auto 2: Battlelines videójátékokban, ezenkívül a dal feltűnik még a True Crime: Streets of L.A.-ben, az NFL Street 3-ban és a FlatOut 2-ben. A High Speed Dirt pedig a Brütal Legend nevű metal videójátékba került be.
Gilad Elbom 2004-ben megjelent Scream Queens of the Dead Sea című novellájában a főszereplő hivatásos katona egyik kedvenc Megadeth-lemeze a Rust in Peace mellett a Countdown to Extinction.

## Az album dalai
Az összes szám szerzője Dave Mustaine, kivéve a jelzett helyeken. 
| 1.  | Skin o' My Teeth                                                                                  | 3:16 |
| 2.  | Symphony of Destruction                                                                           | 4:07 |
| 3.  | Architecture of Aggression (zene: Mustaine, Dave Ellefson)                                        | 3:40 |
| 4.  | Foreclosure of a Dream (szöveg: Mustaine, Ellefson)                                               | 4:22 |
| 5.  | Sweating Bullets                                                                                  | 5:27 |
| 6.  | This Was My Life                                                                                  | 3:43 |
| 7.  | Countdown to Extinction (szöveg: Mustaine, Ellefson, Nick Menza / zene: Mustaine, Marty Friedman) | 4:19 |
| 8.  | High Speed Dirt (szöveg: Mustaine, Ellefson)                                                      | 4:21 |
| 9.  | Psychotron                                                                                        | 4:42 |
| 10. | Captive Honour (szöveg: Mustaine, Ellefson / zene: Mustaine, Friedman, Menza)                     | 4:15 |
| 11. | Ashes in Your Mouth (zene: Mustaine, Friedman, Ellefson, Menza)                                   | 6:06 |

| 12. | Breakpoint (Mustaine, Ellefson, Menza)           | 3:29 |
| 13. | Go to Hell (Mustaine, Ellefson, Friedman, Menza) | 4:36 |

| 12. | Crown of Worms (szöveg: Mustaine, Sean Harris) | 3:18 |
| 13. | Countdown to Extinction (demo)                 | 3:55 |
| 14. | Symphony of Destruction (demo)                 | 5:30 |
| 15. | Psychotron (demo)                              | 5:28 |

## Közreműködők
- Dave Mustaine – ének, szóló- és ritmusgitár
- Marty Friedman – ritmus- és szólógitár, akusztikus gitár, háttérvokál
- Dave Ellefson – basszusgitár, háttérvokál
- Nick Menza – dobok, háttérvokál

## Listás helyezések
| Ország                                       | Helyezés |
| -------------------------------------------- | -------- |
| Ausztrália (ARIA Top 50 Albums)              | 14       |
| Ausztria (Ö3 Austria Top 40)                 | 12       |
| Egyesült Királyság (UK Albums Chart)         | 5        |
| Hollandia (Dutch Charts Album Top 100)       | 45       |
| Japán (Oricon)                               | 6        |
| Magyarország (MAHASZ Top 40 albumlista)      | 37       |
| Németország (Media Control Top 100 Album)    | 15       |
| Norvégia (VG-lista Album Top 40)             | 9        |
| Svájc (Schweizer Hitparade Top 100 Albums)   | 16       |
| Svédország (Sverigetopplistan Top 60 Albums) | 10       |
| Új-Zéland (Recorded Music NZ Top 40 Albums)  | 5        |
| USA Billboard 200                            | 23       |

| Év   | Kislemez                | USA | USA | UK | IRL |
| ---- | ----------------------- | --- | --- | -- | --- |
| 1992 | Symphony of Destruction | 71  | 29  | 15 | 14  |
| 1992 | Skin O' My Teeth        | –   | –   | 13 | 11  |
| 1992 | Foreclosure of a Dream  | –   | 30  | –  | –   |
| 1993 | Sweating Bullets        | –   | 27  | 26 | 18  |